# Кунцевська (платформа)
Ку́нцево I («Кунцево-один», «Кунцево-перше»; рос. Кунцево I) — вузлова залізнична станція Смоленського (Білоруського) напрямку та маршруту МЦД-1
.
Московської залізниці у Москві. За характером основної роботи є проміжною, за обсягом роботи віднесена до 4-го класу. Входить до Московсько-Смоленського центру по організації роботи станцій ДЦС-3 Московської дирекції управління рухом. 

## Опис
Має пряме сполучення моторвагонними потягами з пунктами Савеловського і Курського напрямків. Будівля вокзалу побудована у готичному стилі в 1899—1900 роках за проектом архітектора І. Струкова. Частина платформи розташована на шляхопроводі через Рубльовське шосе. За 250 м також проходить сполучення Можайського шосе з Кутузовським проспектом. Виходи на Рубльовське шосе та вулицю Олексія Свиридова, а також до вулиць Івана Франка, Житомирську, Червоних Зір та Клочкова. Назва — за однойменним районом міста Москви, раніше місто Кунцево.
Є пунктом пересадки на станцію метро «Кунцевська», яка розташована за 400 метрів на північ.
На станції є берегова та острівна посадочні платформи, сполучені пішохідним містком. Острівна платформа обслуговує склади, що побудовані в сторону області. На станції встановлено турнікети для проходу пасажирів. Платформи мають невеликий вигин.
Час руху від станції Москва-Пасажирська-Смоленська — 18 хвилин.
Станція є вузловою: від головного входу Смоленського напрямку відгалужується одноколійна лінія на Усово та Рубльово. Фізично ця колія (перегін на Кунцево II) прямує поруч з двома головними коліями перегону на Одинцово, і тільки після платформи Робітниче Селище відгалужується на захід. Тому з точки зору пасажирів вузловим зупинним пунктом є саме Робітниче Селище, а не Кунцево I, таким воно позначено в схемах приміського сполучення.

## Пересадки
- Кунцевська
- Кунцевська
- А: 11, 16, 58, 45, 73, 135, 178, 190, 236, 609, 610, 612, 688, 688к, 733, 856, 867